# Линь Ван (слон)
Линь Ван (кит. 林旺, 1917 — 26 февраля 2003 г.г.) — знаменитый азиатский слон, во время Второй японо-китайской войны (1937—1945) служивший в Китайском экспедиционном корпусе, а затем вместе с солдатами Гоминьдана отбывший на Тайвань. Линь Ван прожил большую часть своей долгой жизни в зоопарке Тайбэя и был, несомненно, самым популярным и любимым животным на Тайване. Многие дети и взрослые ласково называли его «дедушка Линь Ван».

## Японо-китайская война
После нападения Японии на Пёрл-Харбор 7 декабря 1941 года Вторая Японо-китайская война, шедшая с 1937 года, стала частью Второй мировой. Когда японцы вторглись в принадлежавшую англичанам Бирму, генералиссимус Чан Кайши сформировал под руководством генерала Сунь Лижэня Китайский экспедиционный корпус для участия в Бирманской кампании. В 1943 году, после сражения, Линь Ван с двенадцатью другими слонами был захвачен в японском лагере китайской армией. Слоны использовались японской армией для перевозки различных материалов и в качестве тягловой силы для транспортировки артиллерийских орудий. Союзные войска стали использовать захваченных слонов для выполнения аналогичных задач. В это время Линь Ван получил имя «А-Мэй» (阿美), что означает «Прекрасный».
В 1945 году Китайский экспедиционный корпус был отозван обратно в Китай. Слоны и их проводники прошли Бирманскую дорогу, и шесть слонов погибли во время трудного перехода. К моменту их прибытия в Гуандун война закончилась. Тем не менее, «служба» слонов в армии не была закончена. Они участвовали в строительстве нескольких памятников жертвам войны, а весной 1946 года также выступали в цирке, чтобы собрать деньги в помощь голодающим в провинции Хунань. Позже четыре слона из группы были отправлены в зоопарки Пекина, Нанкина, Шанхая и Чанша. Остальные три слона, в том числе Линь Ван, были поселены в зоопарке в Гуанчжоу.

## На Тайване
В 1947 году Сунь Лижэнь был направлен на Тайвань для обучения новых войск. Он взял с собой трёх слонов, хотя один больной слон умер во время путешествия через Тайваньский пролив. Два оставшихся слона использовались для перевозки брёвен и выполнения некоторых других простых задач возле военной базы в Фэншане, Гаосюн. В 1951 году второй слон умер, и Линь Ван остался последним из тринадцати попавших в Китай бирманских слонов.
В 1952 году армия приняла решение передать Линь Вана в зоопарк Тайбэя Юаньшань, где он познакомился со своей пожизненной спутницей Малань (馬蘭). В это время Линь Ван всё ещё носил имя А-Мэй, и директор зоопарка счёл, что это имя для него слишком женственное. Поэтому его имя было изменено на «Линь Ван» — «Хранитель леса» (森林之王, сокращённо — 林王). Тем не менее, один из репортёров услышал и опубликовал это имя как «Линь Ван» (林旺, произношение и интонация иные, чем в первом случае), и именно под этим вариантом имени он и вошёл в историю.
Линь Ван стал самым известным и популярным животным на Тайване, и в 1983 году Тайбэйский зоопарк провёл первое празднество по случаю его шестьдесят шестого дня рождения. С тех пор его день рождения отмечался каждый год в последнее воскресенье октября в зоопарке, привлекая тысячи посетителей, среди которых были и мэры Тайбэя. В 1986 году зоопарк переезжал из Юаньшаня в Муча, и многие жители Тайбэя заполнили улицы, чтобы увидеть перемещающихся животных, особенно Линь Вана, «ходячий дом».
В начале 2003 года Линь Ван страдал артритом на заднюю левую ногу. Он начал терять аппетит наряду с другими осложнениями, его состояние начало быстро ухудшаться, и 26 февраля 2003 года он умер.
«Поминальную службу» по Линь Вану, которая продолжалась несколько недель, посетили десятки тысяч людей, многие из которых оставили письма и цветы для слона. Линь Ван был посмертно удостоен звания «почётного гражданина Тайбэя» мэром города Ма Инцзю. Президент Тайваня Чэнь Шуйбянь послал венок с письмом «Навсегда наш друг, Линь Ван».

## Память
По сравнению с типичной средней продолжительностью жизни азиатского слона — от 60 до 70 лет — Линь Ван прожил значительно дольше — около 86 лет. Он занесён в Книгу рекордов Гиннесса как слон, дольше всего проживший в неволе. Предыдущий рекорд принадлежал индийскому слону Lakshmikutty, умершему в 1997 году в возрасте 84 лет. 
В дополнение к своей службе в армии Линь Ван стал культурным символом и неотъемлемой частью памяти многих тайваньцев. Его жизнь — своего рода «зеркало» важнейших событий в истории страны, таких как Гражданская война в Китае и «Тайваньское экономическое чудо», и три поколения людей с нежностью помнят его, воспринимая как часть своей национальной идентичности. В 2004 году Линь Ван был увековечен в виде скульптуры в натуральную величину в Тайбэйском зоопарке.